# Anolis taylori
Espèce
Synonymes
- Norops taylori (Smith & Spieler, 1945)

Statut de conservation UICN

 LC  : Préoccupation mineure
Anolis taylori est une espèce de sauriens de la famille des Dactyloidae. 

## Répartition
Cette espèce est endémique du Guerrero au Mexique.

## Étymologie
Cette espèce est nommée en l'honneur de  Edward Harrison Taylor.

## Publication originale
- Smith & Spieler, 1945 : A new anole from Mexico. Copeia, vol. 1945, no 3, p. 165-168.